# Pedro de Añasco
Pedro de Añasco, foi um jesuíta que nasceu em Chachapoyas (Peru), em 1550; e faleceu em Córdoba (Argentina), no dia 12 de maio de 1605.

## Biografia
Era filho de Pedro de Añasco, oriundo de Segóvia (Espanha) e de uma nativa. Estudou em um Seminário e ingressou em um noviciado jesuíta em 23 de março de 1572.
Em 1576, foi ordenado como sacerdote em Lima (Peru).
Em junho de 1577, foi enviado para a redução de Juli (Peru).
Entre 1583 e 1590, esteve em Lima.
Em 1590, começou a participar de missões volantes na região norte da Argentina, percorrendo as regiões do Rio Bermejo e de Corrientes.
Entre 1596 e 1605, esteve sediado nas cidades de Santa Fe, Santiago del Estero e Córdoba; e atuou em missões volantes, em muitas delas em juntamente com Alonso de Barzana.
Entre 08 e 29 de setembro de 1597, esteve presente no I Sínodo Diocesano de Santiago del Estero.
Se destacou por sua capacidade para aprender os idiomas nativos como o aimará, o quéchua, o tonocoté, o kakán, o sanavirón, entre outras, muitas delas hoje extintas.
Há registros que indicam que ele escreveu gramáticas, vocabulários e catecismos de nove línguas, mas essas obras, que circularam entre missionários por meio de cópias manuscritas, se perderam pois não foram impressas .